# Хозяйка Медной горы (мюзикл)
«Хозяйка медной горы» — оригинальный российский мюзикл по мотивам уральских сказов о Хозяйке медной горы русского писателя, фольклориста, публициста, журналиста Павла Бажова. Создатели мюзикла — Глеб Матвейчук (музыка и либретто) и Софья Стрейзанд (либретто), стихи Елены Ханпиры. Также звучат народные песни в исполнении ансамбля «Руссы».
Премьера состоялась 15 марта 2024 года в Москве в ФЦ «Москва». «Хозяйка Медной горы» Глеба Матвейчука будет воплощена в полнометражном художественном фильме при поддержке Министерства Культуры. 
Премьера в Санкт-Петербургском театре музыкальной комедии состоялась 21-23 марта 2025 года, провели кастинг 16-19 июня, читку 26 января.

## Сюжет
Спектакль является творческим переосмыслением одноименной книги сказов писателя и легенд уральских горняков Павла Бажова «Хозяйка Медной горы».
Пройти испытание на смелость и искушение богатством предстоит талантливому мастеру Даниле, чтобы найти ответ на вечные вопросы: стоит ли искать сказочного и несбыточного или лучше научиться ценить то, что имеешь? Стоит ли любовь того, чтобы броситься с головой в омут, зная, что она обречет тебя на верную погибель?
И кто же такая Хозяйка Медной горы на самом деле? Жестокая холодная красавица с каменным сердцем или жертва проклятия Малахитовой короны? 

## Роли и исполнители
| Роли                        | Хозяйка Медной горы (2024-н.в.)                  | Хозяйка Медной горы (2025-н.в.)                         |
| --------------------------- | ------------------------------------------------ | ------------------------------------------------------- |
| Хозяйка                     | Вера Свешникова, Анастасия Вишневская            | Вера Свешникова, Наталья Диевская, Анастасия Вишневская |
| Данила-мастер               | Кирилл Гордеев, Павел Стукалов, Глеб Матвейчук   | Кирилл Гордеев, Роман Дряблов                           |
| Прокопьич                   | Андрей Богданов, Антон Дёров                     | Владимир Ярош, Иван Корытов                             |
| Шептунья                    | Агата Вавилова, Ромади Кагита, Наталья Сидорцова | Агата Вавилова, Ания Агибаева                           |
| Настя                       | Маруся Бережная, Юлия Довганишина                | Елена Газаева, Наталия Быстрова                         |
| Приказчик Северьян          | Эмиль Салес, Павел Стукалов                      | Ярослав Баярунас, Александр Суханов                     |
| Барин                       | Александр Круковский, Алексей Толстокоров        | Александр Круковский, Владимир Садков                   |
| Барыня                      | Мария Плужникова, Катерина Шанина                | Манана Гогитидзе, Алла Пронина                          |
| Татьяна                     | Екатерина Лепилина, Наталья Куликова             | Александра Каспарова, Екатерина Лепилина                |
| Народ / Помощник приказчика | Евгений Градусов                                 | Даниил Пауков                                           |
| Чернобог                    | Арлтан Анджаев, Иван Орлов                       | Амарби Цикушев                                          |
| Лада                        | Анастасия Потова                                 | Александра Косик, Елена Усанова                         |
| Хозяйка горы                | Полина Гуляева                                   | Евгения Дементьева, Ирина Нестерова                     |

### Премьерный состав
Премьерный состав 15 марта 2024 (Москва)
Хозяйка: Вера Свешникова
Данила: Кирилл Гордеев
Прокопьич: Андрей Богданов
Шептунья: Агата Вавилова
Настя: Маруся Бережная
Приказчик: Эмиль Салес
Барин: Александр Круковский
Барыня: Мария Плужникова
Татьяна: Екатерина Лепилина
Народ: Евгений Градусов
Премьерный состав 21 марта 2025 (Санкт-Петербург)
Хозяйка: Анастасия Вишневская
Данила: Кирилл Гордеев
Прокопьич: Владимир Ярош
Шептунья: Агата Вавилова
Настя: Наталия Быстрова
Приказчик: Александр Суханов
Барин: Александр Круковский
Барыня: Манана Гогитидзе
Татьяна: Александра Каспарова
Помощник приказчика: Даниил Пауков

## Создатели
Постановочная команда мюзиклов Хозяйка Медной горы
| Автор идеи, композитор, продюсер, режиссёр | Глеб Матвейчук                           |
| ------------------------------------------ | ---------------------------------------- |
| Либретто                                   | Софья Стрейзанд, Глеб Матвейчук          |
| Автор текстов песен                        | Елена Ханпира                            |
| Второй режиссер                            | Александра Каспарова                     |
| Хореографы                                 | Виктория Гончарова, Искандер Фахрутдинов |
| Сценограф                                  | Даниил Ющенко                            |
| Художник по костюмам                       | Елена Симонова                           |
| Художник по свету                          | Дмитрий Машкара                          |
| Художник по гриму                          | Арина Трофимова                          |
| Художник-аниматор                          | Михаил Заикин                            |
| Музыкальный руководитель                   | Михаил Елисеев                           |
| Звукорежиссёры                             | Сергей Давыденко и Антон Максимов        |
| Ассистент режиссера                        | Анастасия Мельникова                     |

## Музыкальные номера

### Первый акт
Увертюра
«Чем оброк платить» — Ансамбль, Прокопьич, Настя, Данила
«Как я люблю» — Приказчик
«Сердце не познавшее любовь» — Настя
«Пусть сияют камни» — Ансамбль, Прокопьич
«Под моей горой» — Хозяйка
«Никогда не будет солнце синим» — Барин, Барыня
«Легенда о Хозяйке» — Шептунья
«Я слышу голос твой» — Данила
«Ночь одна» — Данила, Хозяйка
Финал первого акта

### Второй акт
Вступление ко второму акту
«Колыбельная» — Настя
«Малахитовая шкатулка» — Прокопьич, Таня, Настя
«Масленица» — Ансамбль
«С горных высот» — Таня
«У Барина» — Барин, Шептунья'
«Ведьма» — Приказчик
«Наказ Тане» — Хозяйка, Таня'
«Позови меня» — Хозяйка
«Малахитовая комната» — Ансамбль
«Месть» — Таня, Хозяйка'
«Сердце мое» — Хозяйка, Таня, Настя
«Только любви подчиняется камень» — Данила, Хозяйка'
Финал второго акта

## Награды и фестивали
В июле 2024 года мюзикл «Хозяйка медной горы» номинирован был на премию «Музыкальное сердце театра» в 12 номинациях: «Лучшая пьеса (автор/перевод)» – Софья Стрейзанд, Глеб Матвейчук; «Лучший текст песен (автор/перевод)» – Елена Ханпира;«Лучшая музыка (композитор)» – Глеб Матвейчук; «Лучший музыкальный руководитель» – Михаил Елисеев; «Лучшая сценография (художник-сценограф)» – Даниил Ющенко; «Лучшие костюмы (художник по костюмам)» – Елена Симонова; «Лучшая исполнительница роли второго плана» – Екатерина Лепилина (Татьяна); «Лучшая исполнительница главной роли» – Вера Свешникова (Хозяйка); «Лучший исполнитель главной роли» – Кирилл Гордеев (Данила); «Лучший режиссер» – Глеб Матвейчук; «Лучший продюсер» – Сергей Нечаенко; «Лучший спектакль».